# 더티 댄싱 2
《더티 댄싱 2》(One Last Dance)는 미국, 캐나다에서 제작된 리사 니에미 감독의 2003년 드라마 영화이다. 뉴욕시의 세 명의 댄서들에 관해 다루고 있다. 패트릭 스웨이지 등이 주연으로 출연하였고 론다 베이커 등이 제작에 참여하였다.

## 출연

### 주연
- 패트릭 스웨이지
- 리사 니에미

### 조연
- 조지 드 라 페나
- 매튜 워커
- 티모시 웨버
- 마리 스틸린
- 온드라 포드
- 다니엘 헤이페츠
- 엘레나 헤이펠츠

## 기타
- Line PD: 필리스 레잉
- 미술: 팀 갤빈
- 공동기획: 로마 로스
- 배역: 베트 채드윅